# Podochilus oxyphyllus
Podochilus oxyphyllus är en orkidéart som beskrevs av Rudolf Schlechter. Podochilus oxyphyllus ingår i släktet Podochilus och familjen orkidéer. Inga underarter finns listade i Catalogue of Life.